# Randa Haines
Pour les articles homonymes, voir Haines.
Randa Haines est une réalisatrice américaine née le 20 février 1945  à Los Angeles, Californie.

## Filmographie sélective
- 1979 : Under This Sky (TV)
- 1980 : The Jilting of Granny Weatherall (TV)
- 1984 : Amelia (Something About Amelia) (TV)
- 1986 : Les Enfants du silence (Children of a Lesser God)
- 1991 : Le Docteur (The Doctor)
- 1993 : Deux drôles d'oiseaux (Wrestling Ernest Hemingway) de Randa Haines
- 1998 : Danse passion (Dance with Me)
- 2002 : Un mystérieux étranger (The Outsider) (TV)
- 2006 : The Triumph (The Ron Clark Story) (TV)